# Galería Nacional de Arte Moderno

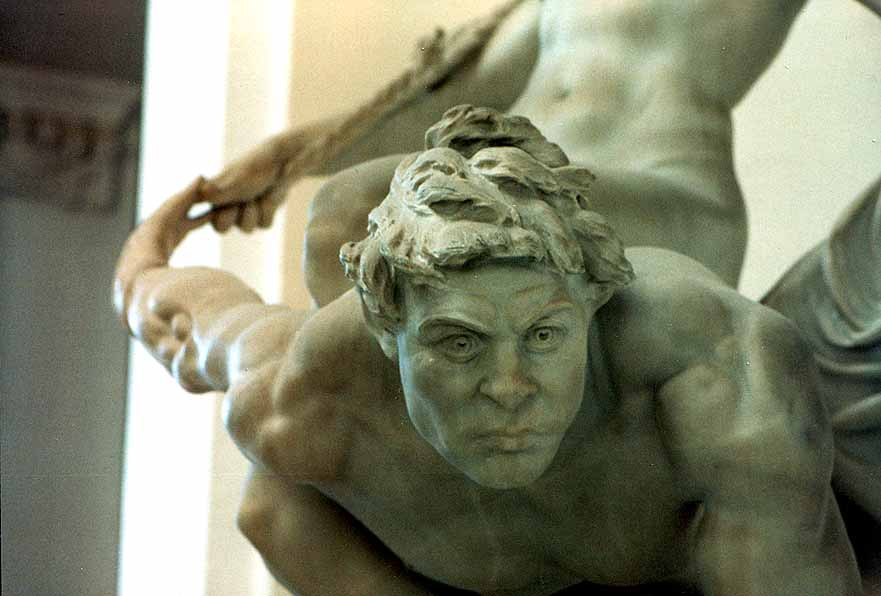
Idealismo y materialismo (detalle) de Giulio Monteverde

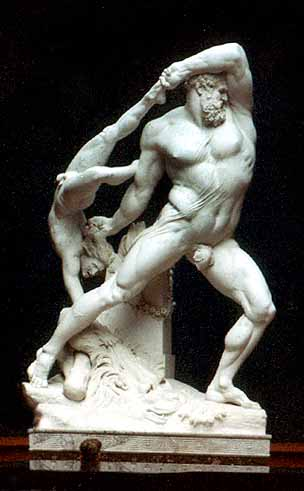
Hércules y Licas de Antonio Canova

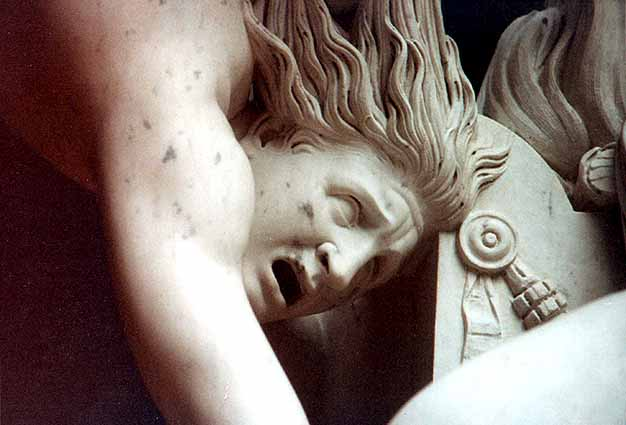
Hércules y Licas (detalle) de Antonio Canova

La Galería Nacional de Arte Moderno de Roma (en italiano: Galleria Nazionale d'Arte Moderna; conocida también por su acrónimo GNAM) es un museo de arte moderno y contemporáneo.
El museo expone obras de Giacomo Balla, Renato Guttuso, Giorgio De Chirico y Lucio Fontana, Giuseppe Pellizza da Volpedo, Giovanni Segantini, Vincent Van Gogh, Gustave Courbet, Edgar Degas, Claude Monet, Paul Cézanne, Gustav Klimt, Umberto Boccioni, Vasily Kandinsky, Piet Mondrian, Jackson Pollock y Giovanni Boldini.

## Sede
En un principio estuvo en el Palacio de Exposiciones, construido por Pio Piacentini, hoy importante sede de exposiciones temporales. Desde 1915 está en el Palacio de Bellas Artes construido por el arquitecto Cesare Bazzani.
Una primera ampliación la realizó el propio Bazzani en 1933, mientras en los años 1970 se ejecutó una ampliación de la parte trasera del palacio que consistía en una especie de paralelepípedo con dos galerías superpuestas, obra de Luigi Cosenza.
Forman parte de la Galería Nacional: el Museo Boncompagni Ludovisi por las Artes Decorativas (Roma), el Museo Hendrik C. Andersen (Roma), la Raccoltà Manzù (Ardea), el Museo Mario Praz (Roma). 

## Historia
Esta Galería nace en 1883 con el objetivo de documentar el arte contemporáneo de la Italia unificada. El museo fue creado para artistas vivos o recién fallecidos, pero a partir de 1912 abre sus espacios también a los artistas del siglo XIX.
El desarrollo de la colección procede sobre todo de compras efectuadas por particulares, de los propios artistas o a veces de exposiciones nacionales. En 1883 compró el primer cuadro, "El voto" del pintor Francesco Paolo Michetti. Gracias al legado del napolitano Polizze en 1892 la Galería incrementa sus obras.
Durante el periodo fascista la Galería cuenta con muchas adquisiciones gracias a la institución de las Exposiciones Cuatrienales en 1931. Ese mismo año entran a formar parte de la Galería las esculturas de Medardo Rosso; el año siguiente los divisionistas de Vittore Grubicy de Dragon y la colección de Filippo de Pisis en 1940.
Durante la guerra se cerró la galería, aunque se volvió a abrir en 1944. a mediados de los años 1950 se organizaron exposiciones dedicadas a figuras destacadas en la escena artística europea de la posguerra.
Cuenta con más de 5.000 obras entre pintura y escultura, más de 12.000 dibujos y estampas, casi todas compradas por el estado italiano, mientras una mínima parte proviene de donaciones privadas y legados de artistas. Una nota negativa de esta Galería es la escasez de obras de fuera de Italia, la escasa representatividad de obras unidas a importantes movimientos artísticos italianos de inicios del siglo XX (por ejemplo el Futurismo y la Metafísica) y obras de artistas italianos como Carlo Carrà o Giorgio Morandi. Sin embargo en los últimos años, gracias a donaciones, la Galería cuenta con obras de Giacomo Balla, Renato Guttuso, Giorgio De Chirico, Pablo Serrano y Lucio Fontana.

## Obras principales
- Antonio Canova:  Hércules y Licas (yeso 1795, mármol 1815)
- Claude Monet:  Ninfeas rosas (1898)
- Gustav Klimt:  Las tres edades de la mujer (1908)
- Giacomo Manzù: Cabeza de mujer (1936) y  Susana (1937)
- Vincent Van Gogh:  La Arlesiana (1890)